# Mosoll
Mosoll es una entidad de población española del municipio de Das, perteneciente a la provincia de Gerona, en la comunidad autónoma de Cataluña.

## Historia
Hacia mediados del siglo XIX, el lugar tenía contabilizada una población de 46 habitantes. Aparece descrito en el undécimo volumen del Diccionario geográfico-estadístico-histórico de España y sus posesiones de Ultramar de Pascual Madoz con las siguientes palabras:

MOSOLL: l. en la prov. de Gerona (17 1/3 leg.), part. jud. de Ribas (4 1/3), aud. terr. y c. g. de Barcelona (20), dióc. de Seo de Urgel (5 1/2), ayunt. de Urtx. sit. en el centro de la llanura de la Cerdaña española; le combaten con frecuencia los vientos del N. y NE.: su clima es muy frio, y las enfermedades comunes son de carácter inflamatorio. Tiene una igl. parr. (la Asunciacion de Ntra. Sra.) servida por un cura de ingreso con título de rector. El térm. confina N. Surigarola; E. Astoll; S. Álp; y O. Sanabastre. El terreno es de mediana calidad; contiene prados naturales y le fertiliza un pequeño arroyo; le cruza el camino que conduce del valle de Ribas á la Seo de Urgel. El correo lo recogen los interesados en Puigcerdá. prod.: centeno, poco trigo, patatas, legumbres y pastos para la cria de ganado caballar, lanar, vacuno y de cerda. pobl.: 10 vec., 46 alm. cap. prod. 698,800. imp.: 17,470.
(Madoz, 1848, p. 620)

En la actualidad, pertenece al municipio de Das. En 2023, la entidad singular de población tenía empadronados quince habitantes y el núcleo de población, los mismos.

## Patrimonio
Hay en el lugar una iglesia de Santa María.